# Madagascar Pro League 2021-2022
La stagione 2021-2022 della Madagascar Pro League è stata la 59ª edizione della massima serie, disputata tra il 4 dicembre 2021 e il 12 giugno 2022 e conclusa con la vittoria della CFFA, al suo primo titolo. Si è trattato del terzo torneo con la denominazione Orange Pro League.

## Formula
Al campionato parteciparono sedici squadre suddivise in due gruppi di otto: le prime quattro di ciascun girone si ritrovano a un torneo a eliminazione diretta composto da quarti di finale, semifinali e finale per determinare il titolo di campione del Madagascar. Le ultime classificate dei due gironi retrocedono nelle Regional Leagues.

## Cambi denominazione
Prima della stagione otto club cambiarono denominazione o si riunirono in club già esistenti:
- l'AS Jet Mada e il Kintana FC formarono il Jet Kintana;
- il Dato FC e l'A Dato FC si riunirono nell'AS Adema e quest'ultima assunse la denominazione di Adema Dato FC;
- il Mama FC e l'FCA Ilakaka formarono il Mama FCA;
- il CNaPS Sport e il Disciples FC formarono il CS-Disciples FC.

## Prima fase

### Conférence Nord

#### Partecipanti
| Club            | Stagione | Città           | Stadio                      | Stagione precedente                                  |
| --------------- | -------- | --------------- | --------------------------- | ---------------------------------------------------- |
| Ajesaia         | dettagli | Antananarivo    | Mahamasina Stadium          | 2° nella Conférence Sud, 3° nella Poule Championnat  |
| COSFA           | dettagli | Betongolo       |                             | 2° nella Conférence Nord, 2° nella Poule Championnat |
| AS Fanalamanga  | dettagli | Alaotra Mangoro |                             | Promosso dalle Regional Leagues                      |
| Five FC         | dettagli | Antananarivo    |                             | 1° nella Conférence Nord, 4° nella Poule Championnat |
| Fosa Juniors FC | dettagli | Mahajanga       | Stade Rabemananjara         | 5° nella Conférence Nord                             |
| Jet Kintana     | dettagli | Antananarivo    |                             | 3° nella Conférence Nord                             |
| Tia Kitra       | dettagli | Toamasina       | Stade Municipal de Tamatave | 6° nella Conférence Nord                             |
| USCA Foot       | dettagli | Antananarivo    | Mahamasina Stadium          | 3° nella Conférence Sud                              |

#### Classifica finale
|  | Pos. | Squadra         | Pt | G  | V  | N | P | GF | GS |
|  | ---- | --------------- | -- | -- | -- | - | - | -- | -- |
|  | 1.   | Fosa Juniors FC | 38 | 14 | 12 | 2 | 0 | 36 | 10 |
|  | 2.   | AS Fanalamanga  | 20 | 14 | 5  | 5 | 4 | 15 | 13 |
|  | 3.   | COSFA           | 20 | 14 | 5  | 5 | 4 | 15 | 16 |
|  | 4.   | Ajesaia         | 20 | 14 | 6  | 2 | 6 | 23 | 18 |
|  | 5.   | USCA Foot       | 19 | 14 | 5  | 4 | 5 | 23 | 20 |
|  | 6.   | Jet Kintana     | 15 | 14 | 3  | 6 | 5 | 14 | 20 |
|  | 7.   | Tia Kitra       | 13 | 14 | 3  | 4 | 7 | 13 | 29 |
|  | 8.   | Five FC         | 7  | 14 | 1  | 4 | 9 | 8  | 21 |

Legenda:
      Qualificata ai quarti di finale.
      Retrocessa nelle Regional Leagues 2022-2023.
Regolamento:
Tre punti a vittoria, uno a pareggio, zero a sconfitta.

#### Tabellone risultati
|              | AJE  | COS  | FAN  | FIV  | FOS  | JET  | TIA  | USC  |
| ------------ | ---- | ---- | ---- | ---- | ---- | ---- | ---- | ---- |
| Ajesaia      | –––– | 0-1  | 2-1  | 1-0  | 0-2  | 3-1  | 6-1  | 1-2  |
| Cosfa        | 1-0  | –––– | 0-1  | 2-1  | 2-4  | 0-0  | 4-4  | 1-0  |
| Fanalamanga  | 1-1  | 1-0  | –––– | 1-0  | 1-2  | 3-3  | 0-0  | 1-2  |
| Five         | 1-2  | 1-1  | 0-1  | –––– | 1-5  | 0-2  | 1-0  | 1-1  |
| Fosa Juniors | 3-0  | 3-0  | 0-0  | 2-0  | –––– | 2-1  | 3-0  | 3-1  |
| Jet Kintana  | 1-5  | 0-2  | 0-0  | 1-1  | 1-1  | –––– | 2-0  | 1-0  |
| Tia Kitra    | 2-1  | 0-0  | 0-2  | 1-0  | 1-2  | 1-1  | –––– | 1-0  |
| Usca Foot    | 1-1  | 1-1  | 3-2  | 1-1  | 2-4  | 2-0  | 7-2  | –––– |

### Conférence Sud

#### Partecipanti
| Club              | Stagione | Città            | Stadio              | Stagione precedente                                  |
| ----------------- | -------- | ---------------- | ------------------- | ---------------------------------------------------- |
| Adema Dato FC     | dettagli | Antananarivo     | Kianja Barea        | 1° nella Conférence Nord, 1° nella Poule Championnat |
| AS JFC Capricorne | dettagli | Atsimo Andrefana | Stade Maitre Kira   | Promosso dalle Regional Leagues                      |
| CFFA              | dettagli | Andoharanofotsy  |                     | Promosso dalle Regional Leagues                      |
| CS-Disciples FC   | dettagli | Tojo             |                     | 6° nella Conférence Sud                              |
| ASSM Elgeco Plus  | dettagli | Analamanga       | Stade d'Analamanga  | 4° nella Conférence Nord                             |
| Mama FCA          | dettagli | Ilakaka          |                     | 5° nella Conférence Sud                              |
| 3FB Toliara       | dettagli | Toliara          |                     | 7° nella Conférence Sud                              |
| Zanakala FC       | dettagli | Fianarantsoa     | Stade Ampasambazaka | 4° nella Conférence Sud                              |

#### Classifica finale
|  | Pos. | Squadra           | Pt | G  | V | N | P | GF | GS |
|  | ---- | ----------------- | -- | -- | - | - | - | -- | -- |
|  | 1.   | ASSM Elgeco Plus  | 28 | 14 | 7 | 7 | 0 | 28 | 14 |
|  | 2.   | CFFA              | 28 | 14 | 8 | 4 | 2 | 23 | 10 |
|  | 3.   | CS-Disciples FC   | 22 | 14 | 6 | 4 | 4 | 27 | 17 |
|  | 4.   | Adema Dato FC     | 21 | 14 | 5 | 6 | 3 | 14 | 14 |
|  | 5.   | Zanakala FC       | 19 | 14 | 5 | 4 | 5 | 18 | 17 |
|  | 6.   | Mama FCA          | 16 | 14 | 4 | 4 | 6 | 9  | 15 |
|  | 7.   | 3FB Toliara       | 8  | 14 | 1 | 5 | 8 | 16 | 34 |
|  | 8.   | AS JFC Capricorne | 7  | 14 | 1 | 4 | 9 | 14 | 28 |

Legenda:
      Qualificata ai quarti di finale.
      Retrocessa nelle Regional Leagues 2022-2023.
Regolamento:
Tre punti a vittoria, uno a pareggio, zero a sconfitta.

#### Tabellone risultati
|             | ADE  | CAP  | CFA  | DIS  | ELG  | MAM  | TOL  | ZAN  |
| ----------- | ---- | ---- | ---- | ---- | ---- | ---- | ---- | ---- |
| Adema Dato  | –––– | 3-1  | 1-0  | 0-0  | 0-0  | 1-0  | 1-0  | 0-1  |
| Capricorne  | 1-1  | –––– | 0-1  | 0-3  | 3-6  | 4-3  | 0-0  | 1-2  |
| Cffa        | 5-0  | 3-1  | –––– | 3-2  | 1-1  | 1-0  | 3-1  | 1-0  |
| Disciples   | 1-1  | 1-1  | 2-1  | –––– | 1-2  | 3-0  | 3-0  | 2-2  |
| Elgeco Plus | 1-1  | 2-1  | 0-0  | 2-1  | –––– | 0-0  | 8-3  | 2-2  |
| Mama        | 1-0  | 1-0  | 0-0  | 0-2  | 0-2  | –––– | 1-0  | 0-0  |
| Toliara     | 0-2  | 1-1  | 2-2  | 5-3  | 1-1  | 2-2  | –––– | 0-5  |
| Zanakala    | 3-3  | 1-0  | 0-2  | 0-3  | 0-1  | 0-1  | 2-1  | –––– |

## Fase finale

### Quarti di finale
| Squadra 1       | Totale | Squadra 2        | Andata | Ritorno     |
| --------------- | ------ | ---------------- | ------ | ----------- |
| CS-Disciples FC | 1 - 0  | AS Fanamalanga   | 0 - 0  | 1 - 0       |
| COSFA           | 0 - 1  | CFFA             | 0 - 0  | 0 - 1       |
| Adema Dato FC   | 8 - 7  | Fosa Juniors FC  | 1 - 1  | 7 - 6 (dcr) |
| Ajesaia         | 2 - 1  | ASSM Elgeco Plus | 0 - 0  | 2 - 1       |

### Semifinali
| Squadra 1     | Totale | Squadra 2       | Andata | Ritorno     |
| ------------- | ------ | --------------- | ------ | ----------- |
| Ajesaia       | 8 - 7  | CS-Disciples FC | 1 - 1  | 6 - 5 (dcr) |
| Adema Dato FC | 1 - 2  | CFFA            | 1 - 1  | 0 - 1       |

### Finale
| Vontovorona 12 giugno 2022                                           | CFFA      | 3 – 0 | Ajesaia | Complexe CNaPS |
| \| \| \| \| \| Koloina 14’ Lalaina 26’ Yvan 90+3’ \| Marcatori \| \| |           |       |         |                |
|                                                                      |           |       |         |                |
| Koloina 14’ Lalaina 26’ Yvan 90+3’                                   | Marcatori |       |         |                |